# بيرديوجيه (تجومين)
بيرديوجيه (بالروسية: Бердюжье) هي مدينة في الكيان الفدرالي الروسي تيومين أوبلاست في روسيا.

## التعداد السكاني
5.158 (إحصاء 2010)
5,256 (إحصاء 2002)
5,516 (إحصاء 1989)